# Forte de São Pedro do Funchal
O Forte de São Pedro do Funchal, também referido como Forte Novo, localizava-se na cortina de Nossa Senhora do Calhau, ao Corpo Santo, no centro histórico da cidade do Funchal, na Região Autónoma da Madeira.

## História
Foi erguido por determinação do governador e capitão-general da Madeira e Porto Santo Duarte Sodré Pereira, estando concluído em 1707.
Perdida a sua função militar, foi demolido em 1897.

## Características
Apresentava uma portada de gola em estilo renascentista, encimada por um uma inscrição epigráfica, sobrepujada por uma coroa ornamentada e trabalhada em mármore branco.

## Curiosidades
De acordo com o "Elucidário Madeirense" este forte contava com um forno para balas ardentes. Estas eram retiradas com tenazes de ferro e introduzidas pela boca da peça já carregada e com uma bucha de estopa umedecida. Em virtude do calor, a peça disparava, chegando a bala em brasa à tolda dos navios de madeira, onde fazia rombo e os incendiava.